# 람보르기니 가야르도
람보르기니 가야르도(Lamborghini Gallardo, 이탈리아 IPA: [ɡaˈʎarðo])는 람보르기니에서 생산했던 스포츠카이다. 2003년에 출시됐으며, 1988년에 단종된 잘파의 자리를 대체하였다.
첫 생산을 시작한 지 불과 3년 만에 람보르기니 역사상 최초로 5,000대가 넘는 자동차를 생산했으며, 시간이 더 흘러 가야르도는 람보르기니 역사상 가장 많이 판매된 모델로 등극됐다. 180,000달러에서 210,000달러에 책정된 저렴한 가격 때문에 이런 기록을 세울 수 있었다. 자동차의 이름 '가야르도'는 스페인어로서, 영어로 "Striking"을 뜻하는 이탈리아어가 "Galante"이며, 이 말을 스페인어로 표기한 것이 바로 "Gallardo"이다. 투우 사육사 미우라가 키운 황소 중 한 마리로서, 자동차를 통해 유명해졌다.
가야르도는 두 종류의 변속기를선택할 수 있다. 평범한 6단 수동 변속기(한국에서는 흔히 'H 시프터'라고 부르며, 봉(스틱)으로 변속한다.)와 전자식 수력학으로 작동되는 반자동 변속기를 선택할 수 있다. 반자동 변속기는 람보르기니가 개발한 것으로, "E-기어"라고 부른다. "E-기어"는 패들 시프터로 자동되며, 운전자의 능력에 따라 기본으로 제공되는 수동 변속기보다 훨씬 빠른 변속이 가능하다. 운전대의 뒤에 시프트 업 & 다운 패들이 장착되어 있지만 손으로 작동되는 것이 아니라 발로 작동되는 클러치가 장착되어 있다.
2006년식(2005년부터 생산된 모델) 가야르도가 엄청나게 많이 변했으며, 이로 인해 람보르기니 오너들과 언론으로부터 엄청난 비난을 받았다. 비난을 받은 모델이 바로 한정판 모델인 가야르도 SE로부터 파생된 모델이다. 소음공해를 막는 방음장치를 뒤집어서 설치해 외향적으로 더 스포티하게 변했고, 새로운 배기구 시스템과 개선된 서스펜션, 랙이 구비된 운전대, 20마력이 상승한 엔진 등은 논외였지만 전체적으로 엉망이 돼버린 1~5단 변속장치 등이 유달리 많은 비난을 받았다.
물론 좋아진 부분도 많았다. 풀 스로틀을 했을 때 소음은 많이 낮아졌고, 조금 더 개선된 조향성능과 상승된 출력 등은 충분히 좋은 점이었다. 가장 큰 문제는, 앞서 설명한 것처럼 1~5단 변속장치의 기어비가 짧아져 자동차의 가속이 너무 심각하게 빨라졌다는 것이다.
2007년에 출시된 스포츠 자동차 아우디 R8은 가야르도의 플랫폼을 기반으로 하고 있으며, 가야르도의 V10 엔진이 배치된 곳과 똑같은 위치에 4.2리터 V8 엔진이 배치되어 있다. 2008년 12월, 아우디는 가야르도의 V10 엔진을 이식한 아우디 R8 V10을 공개했다. V10 버전의 아우디 R8은 아우디 R8 V8과 가야르도 사이에 있는 모델이다.
가야르도는 2008년식 모델부터 실내에 컴퓨터를 탑재했다. 아이팟과 연결되는 USB, 열선이 있는 거울들이 주된 특징이었다. 여기에, 네라(Nera) 모델에 사용된 '한 줄로 바늘을 딴 흔적'(Q-시츄라(Q-citura))도 갖고 왔다. 스파이더는 베이지색의 소프트-탑이 추가됐다. 가야르도와 관련된 차종으로 람보르기니 잘파와 아우디 R8이 있다.
2014년 봄에 후속 차종인 우라칸이 출시되어 단종되었다.

## 가야르도의 파생 모델

### 2005, 람보르기니 컨셉트 S

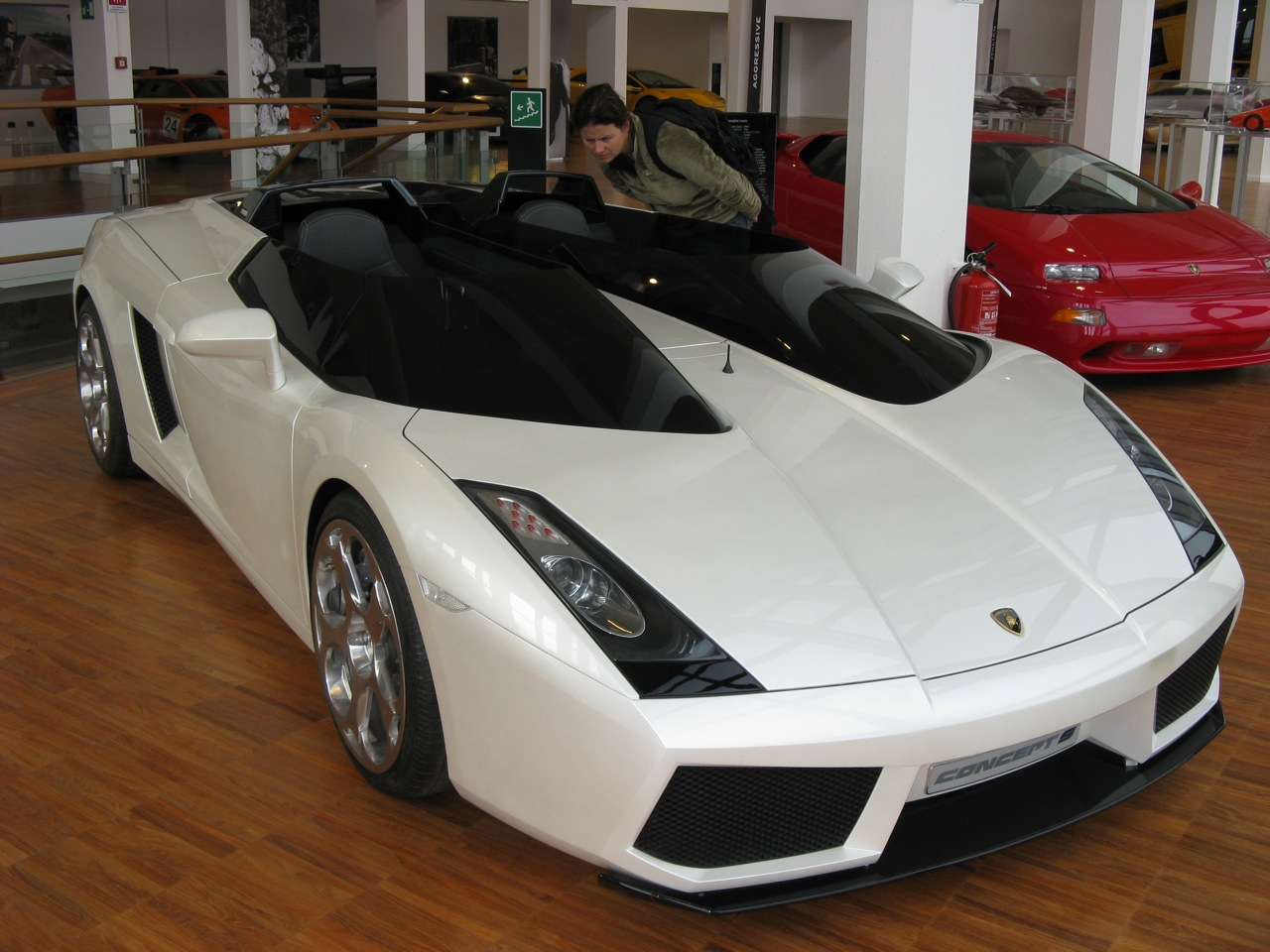
람보르기니 컨셉트 S

람보르기니 컨셉트 S는 람보르기니의 수석 디자이너 Luc Donckerwolke가 디자인한 컨셉트 자동차이다. 가야르도의 평면도를 기초로 삼아 만들어진 컨셉트 자동차이다. 과거, 경주용 자동차에서나 볼 수 있던 원-시트 로드스터를 현대적이게 해석하여 2005년, 제네바 모터쇼에서 공개됐다. 자동차의 앞 유리는 보편적인 '슈트-벤트'(saute-vent)(프랑스어. 영어로는 '변화의 바람'(change wind)이다.)를 활용했고, 차체 사이를 정확하게 분할해서 실내의 좌석칸을 쪼개놓은 채 중앙에 공기 통풍구와 붙어있는 5리터 V10 엔진을 탑재시켰다. 확실히 초현대적이고 미래를 상상하게 만드는 디자인을 하고 있었다. 뒤를 볼 때 사용하는 거울(사이드 미러)은 운전자가 필요로 할 때만 펼쳐져서 등장했고, 필요하지 않을 때는 접혀서 숨었다. 오로지 행사용으로 만들어진 자동차였음에도 대단한 호응을 받았다. 마지막으로 공개됐을 때는 컴퓨터에 도움을 받아 디자인이 조금 더 수정됐다.

### 2005, SE

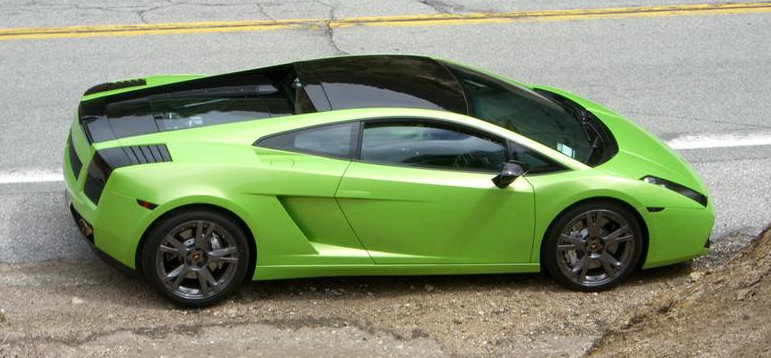
2006년 LA 고속도로에서 촬영된 베르데 이사카 색상의 가야르도 SE

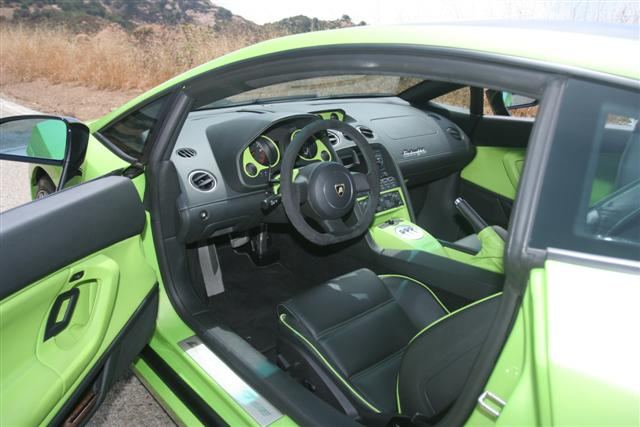
베르데 이사카 색상의 가야르도 SE의 인테리어

2005년, 250대 한정판 모델로 가야르도 SE (Special Edition)가 출시됐다. 피렐리 타이어를 사용했으며, "칼리스토" 디자인의 림을 신고 있다. 이색조(투톤)로 이루어져 뒷쪽까지 이어지는 검은색의 지붕 등, 일반적인 가야르도와 다른 외향적인 특징으로 유명해졌다. 가야르도 SE가 선택할 수 있는 외관 색상은 별로 없다. 흰색에 가까운 회색빛 (발룬 화이트 색상), 노란색 (지알로 미다스 색상), 오렌지 (아란치오 보렐리스 색상), 그리고 녹색 (베르데 이사카 색상) 뿐이었다.
검은색으로 만들어진 지붕에는 앞서 설명한 색상들이 적용되지 않았고, 덕분에 가야르도 SE는 독특한 이색조를 가질 수 있었다. 위에서 설명한 색상들은 실내에서도 적용됐으며, 검은색 부분으로 칠해진 곳 외에만 색상이 적용됐다. 차체와 같은 색상으로 칠해지는 실내 색상은, 가죽 위에 바늘땀으로 이뤄진 전체적인 가두리 장식이 표현되며 엄청난 완성도를 표현해냈다. 검은색의 바닥 덮개와 좌석은 주인이 색상을 선택할 수 있었고, 색을 선택하라고 주인에게 색 코드가 제공됐다. 검은색의 바닥 덮개의 가두리에 선택한 색상이 칠해졌고, 좌석에는 색깔이 입혀진 덮개가 씌여졌다..
멀티미디어 시스템, 내비게이션, 후방 카메라, 전용 자동차 커버와 스포츠 서스펜션이 가야르도 SE에게 기본으로 제공됐는데 몇몇 옵션도 더 제공됐다. 더 개선된 변속 레버가 장착된 다른 변속기가 장착됐는데 E-기어와 비슷한 것이었다. "쓰러스트" 모드에서는 가속이 더 빨라지는 장점이 있었다. "쓰러스트" 모드는 RPM이 5,000에 도달했을 때 자동으로 클러치를 눌러주는 기능이다. 이때 가속 페달을 밟으면 사륜구동(AWD)의 매력적인 번아웃이 나타났고, 반드시 최고의 가속 성능만을 보여줬다. 운전자가 "쓰러스트" 모드에서 속력을 냈을 때는 무조건 필수적으로 "발사" 모드가 작동됐다. "쓰러스트" -> 가속 -> "발사" 기술은 가야르도 SE가 먼저 사용한 것이었고, 한참 후인 2008년에 포뮬러 1의 레이싱 자동차에 처음으로 채택돼서 사용되기 시작했다.

### 2006, 네라

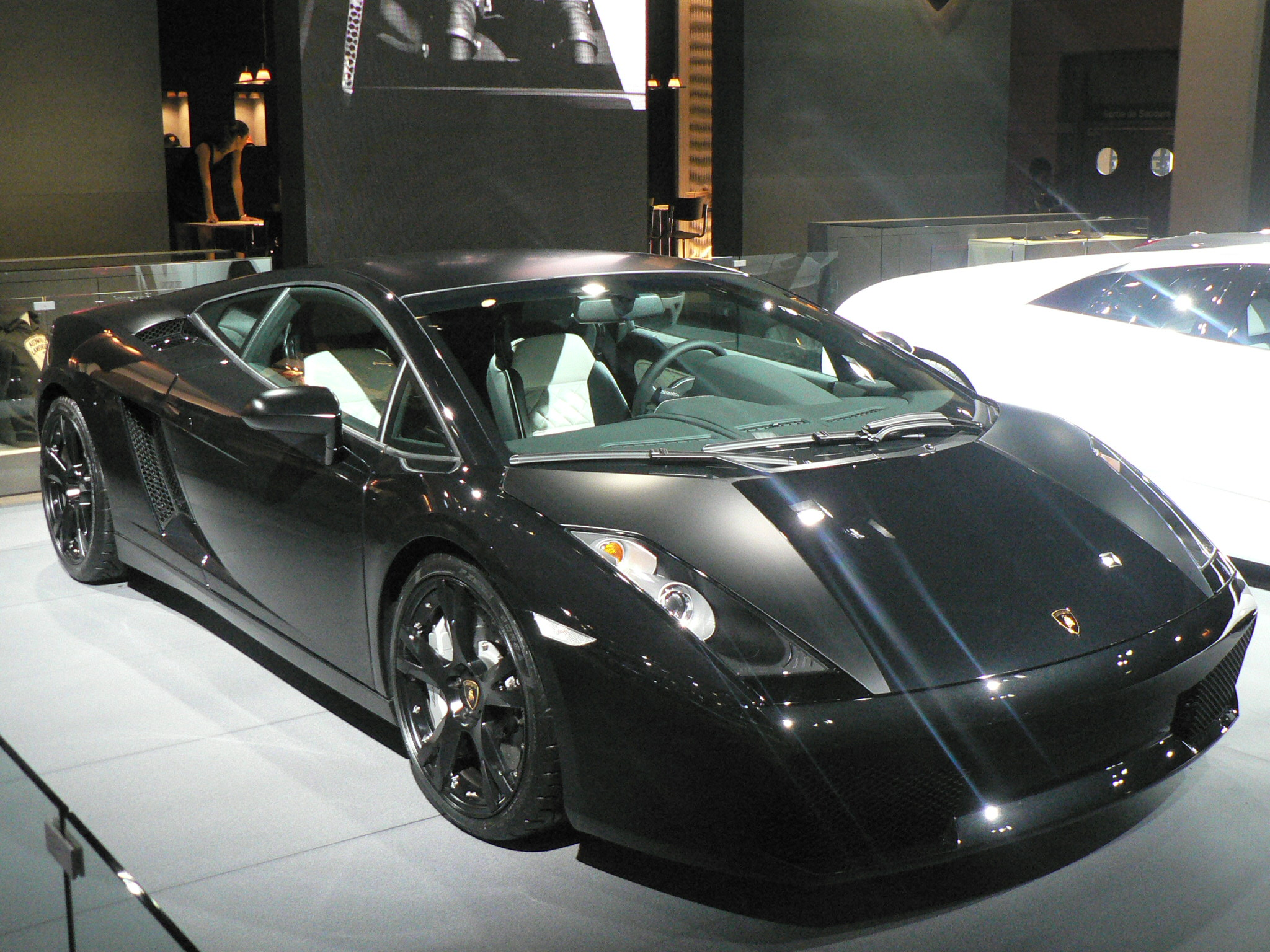
람보르기니 가야르도 네라

가야르도 쿠페가 처음 소개됐던 2003년 파리 모토쇼에서 함께 소개된 가야르도의 특별 한정판 자동차이다. 가야르도 네라(Nera)라는 이름을 달고 총 185대가 제작됐다. 애드 퍼스넘 프로그램(Ad Personam Program)을 통해 소유주가 원하는 옵션을 주문제작해서 장착신 상태로 파리 모토쇼에서 공개됐다.
네라의 차체에 덮혀진 색상은 네라만을 위해 만들어진 특별한 무광 흑색이다. 오직 네로 세라피(Nero Serapis)와 네로 녹티스(Nero Noctis) 등 두 가지의 검은색 색상이 제공되어 조화를 이룬다. 브레이크 캘리퍼는 기존 가야르도에 사용되지 않은 새로운 은색으로 도색됐고, 후미등은 불에 그을린 것처럼 보여지는 검은색으로 도색되어 있다. 흑백의 가죽에 Q-시츄라 패션이 덮혀져 있어 바늘땀이 강조된 인테리어도 특징이다. 모든 가야르도 중에서 네라에게만 제공된 옵션이 있었는데, 바로 엔진 커버의 색상을 선택할 수 있는 옵션이었다. 총 185대를 생산했다. 이 중 60대가 미국에 할당됐고 91대는 유럽에서 판매됐으며 나머지는 다른 나라들에 골고루 배정되어 판매됐다. 여담으로 재범달려가 이 차량을 소유하고있다. 그중에서 185대중에 100번째 생산된 차량이라고한다.

### 2006 ~ 2007 가야르도 스파이더

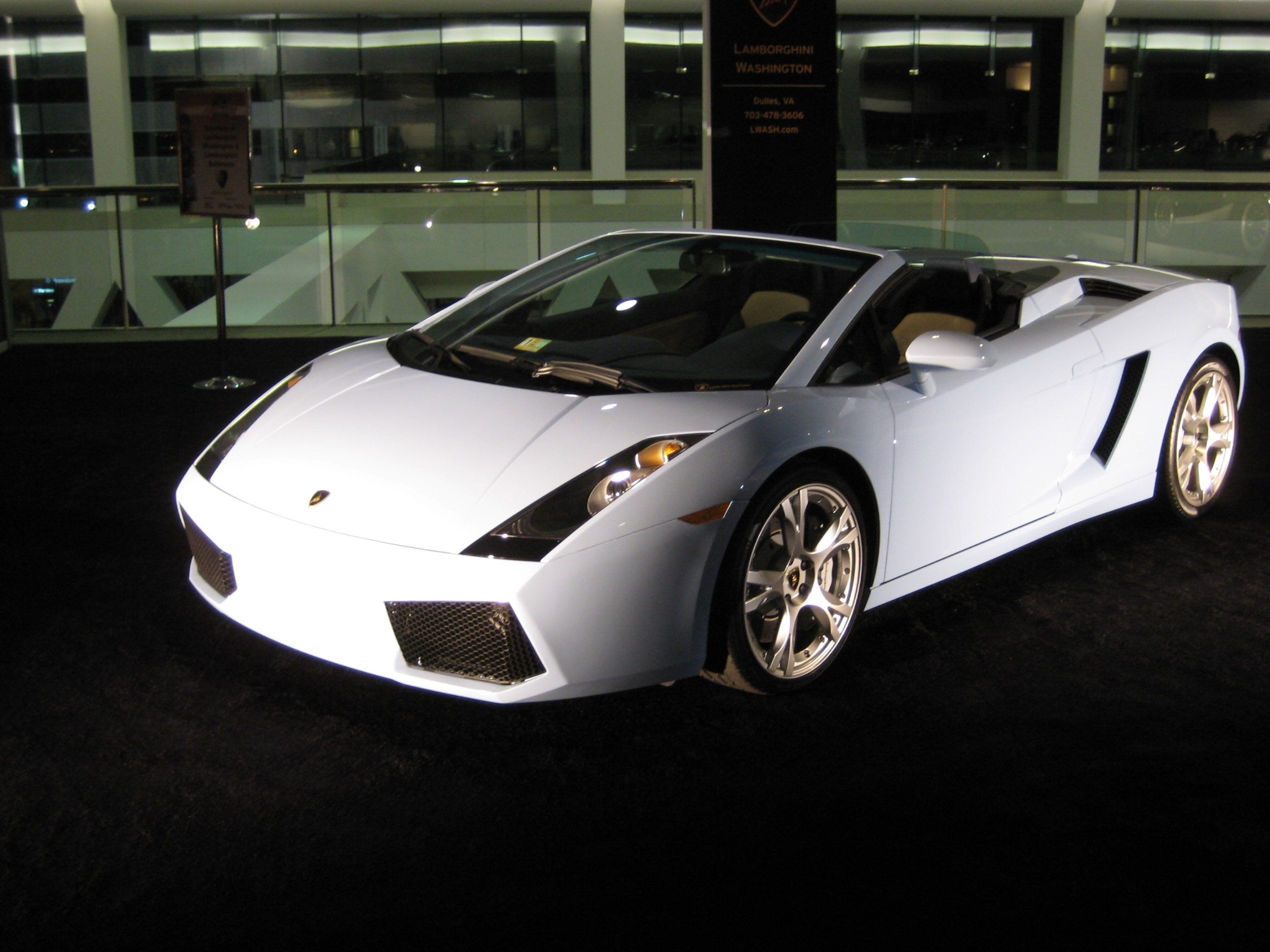
람보르기니 가야르도 스파이더

2006년 2월, LA 오토쇼에서 베일을 벗은 가야르도의 스파이더 버전이다. 520 ps (382 kW, 513 마력)에 기어비가 짧아져 숏기어가 돼버린 6단 변속기를 장착하고 있고, 소프트 탑은 접어서 집어넣을 수 있다. 회사의 가야르도 라인업 중 새로운 엔트리 레벨의 자동차이다.
북미에서 차대번호 1번의 가야르도 스파이더를 전달받은 사람은 에어로 스미스의 드러머 드러머 조이 크레이머이다. 영국의 TV 프로그램 탑기어의 방송 진행자 제레미 클락슨은 포드 GT를 팔고 2007년 2월 18일에 가야르도 스파이더를 구매했다.

### 2007 ~ 2008, 슈퍼레제라

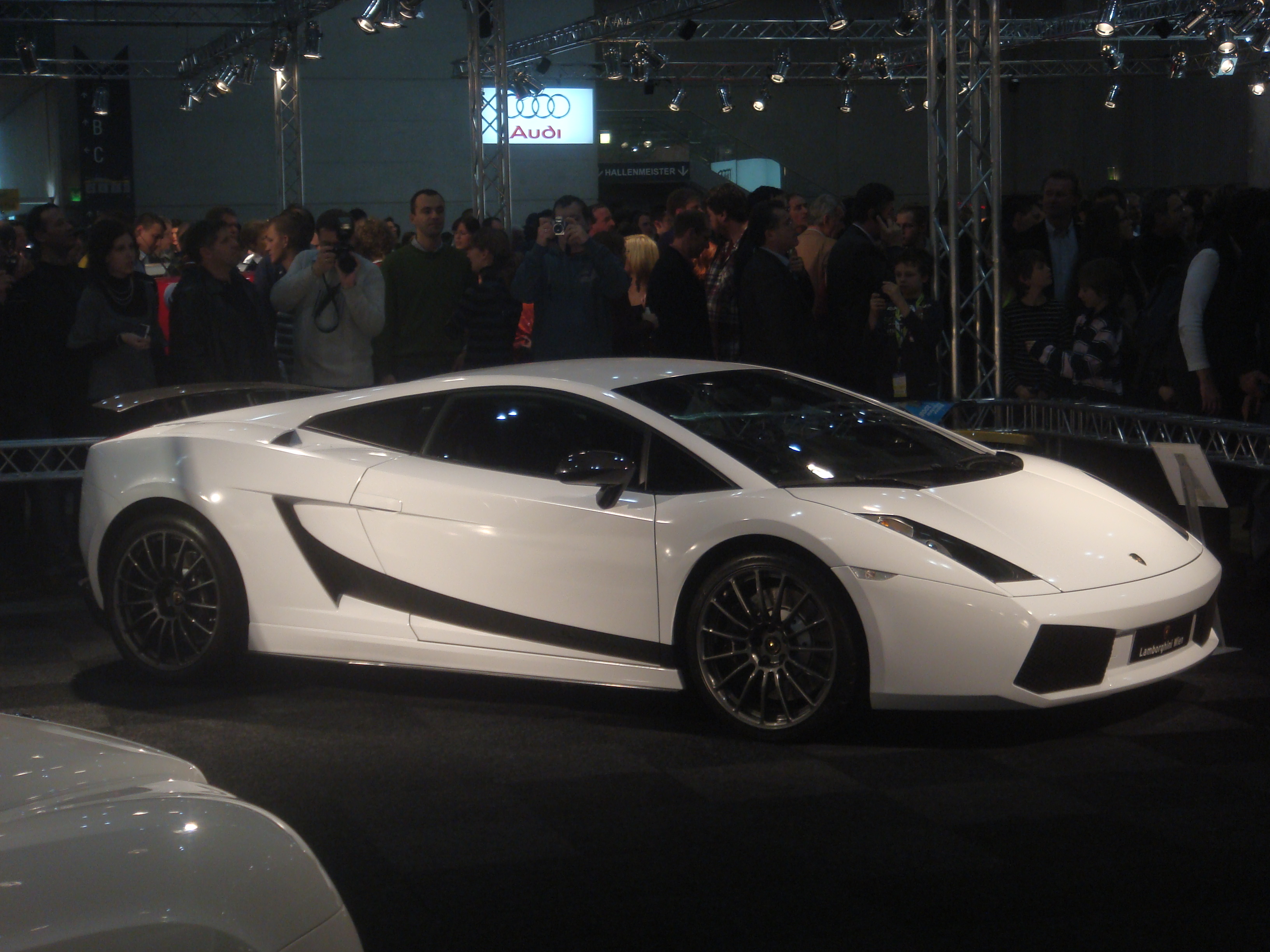
람보르기니 가야르도 슈퍼레게라

2007년, 제네바 오토쇼에서 가야르도의 경량화 버전인 가야르도 슈퍼레게라(이탈리아어 표현:Super-leggera, 영어 표현:Super-Light)가 공개됐다.
(슈퍼레제라의 다음 무대가 페라리 F430 스쿠데리아였다. 두 차는 라이벌 차량이다.) 가야르도 슈퍼레게라는 람보르기니의 최초 생산 모델 350GT에 경의를 표하는 모델이다. 밀라노에서 카로체리아 투어링 회사가 디자인과 제작을 담당했다. 투어링 회사가 자동차 자체 제작업(카로체리아)을 다시 시작하고, 슈퍼레게라 바디를 다시 만든 모델이다.
개선된 공기 흡입구와 배기구, ECU 추가 등으로 전체 출력은 530 PS (390 kW, 523 마력)이다. 10,000 미국달러를 주고 수동 변속기를 제거하고 E-기어 반자동 변속기를 달 수 있었다.(옵션인 셈이다.) 슈퍼레제라의 뜻은 슈퍼라이트로 매우 가볍다는 뜻이다. 초경량화 재질인 탄소 섬유의 철판을 차의 뒷부분에 사용하여 가야르도와 비교했을 때 무려 약 100 kg의 무게가 줄어들었다.미국에서 판매된 모델은70 kg만 줄어들었다. 무게를 줄인 것은 좋았는데, 실내에는 무게를 늘리는 것들이 생겨났다. 백미러에 하우징(기계 부품을 덮는 단단한 덮개)이 생겼고, 좌석은 알칸타차 재질에 탄소 섬유를 덮어놨으며, 타이어와 림을 고정시키는 휠의 나사는 티타늄을 사용했고, 새로운 엔진 커버와 안쪽에 있는 문짝의 커버, 새로운 전자 장비가 중심에 설치됐다. 미다스 옐로, 보렐리스 오렌지, 텔레스토 그레이, 노틱스 블랙 등 4가지의 색상만 선택할 수 있었다.
모든 옵션을 추가한 가야르도 슈퍼레제라의 실제 판매가격은 200,000 달러였고, 2007년 6월부터 람보르기니는 가야르도 슈퍼레제라를 판매하기 시작했다.
2008년 3월, 람보르기니는 가야르도 슈퍼레제라가 총 172대가 생산됐다는 내역을 공개했다. 총 172대를 제작했으며, 이 중 10대는 흰색, 34대는 회색, 37대는 검은색, 45대는 노란색, 46대는 오렌지색이다.

### 2008 ~, LP560-4

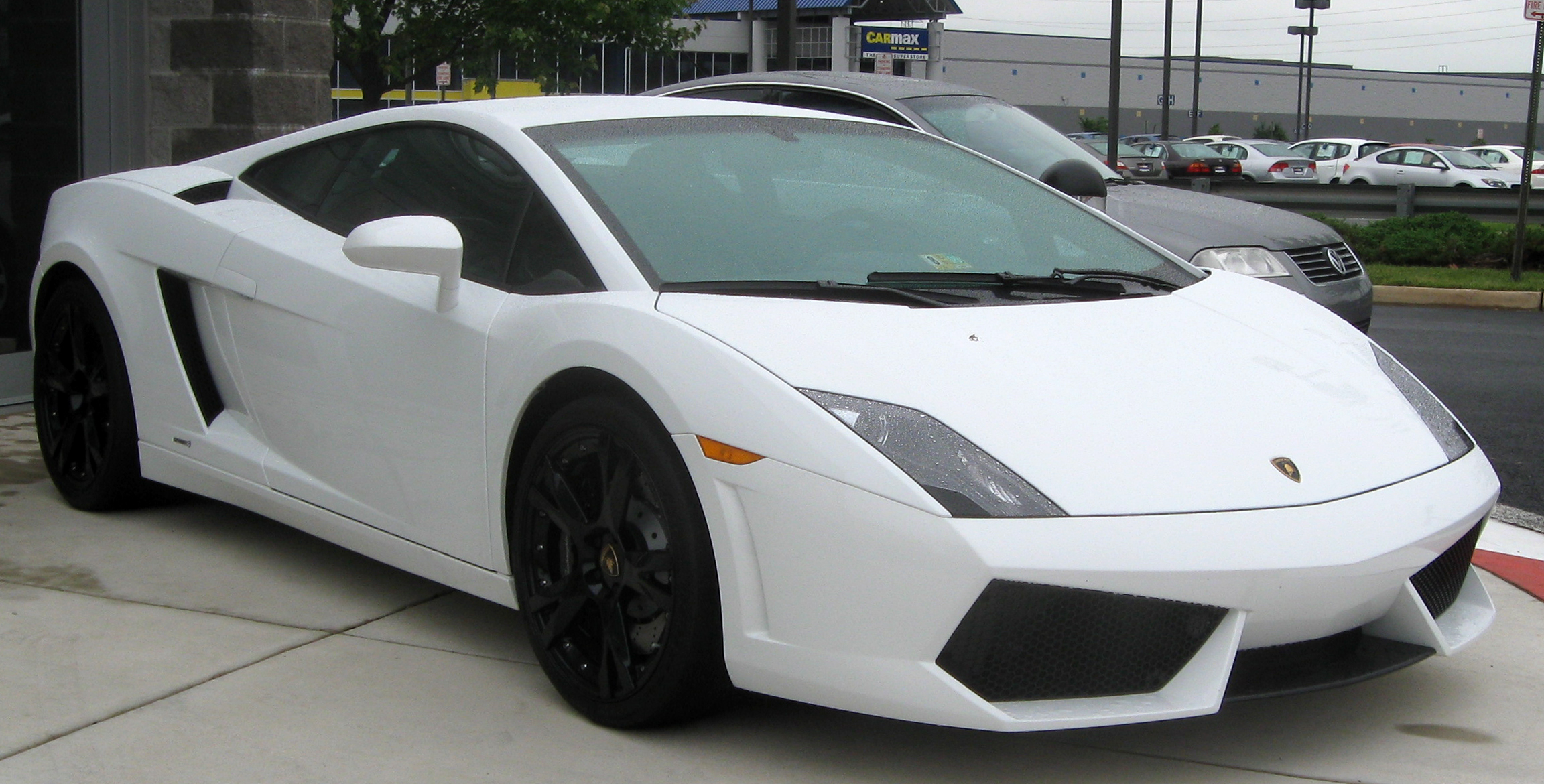
람보르기니 가야르도 LP560-4

2008년, 제네바 오토 쇼에서 람보르기니는 기존에 사용했던 엔진들과는 너무 다른 엔진을 탑재한 람보르기니 가야르도 LP560-4을 소개했다. 힘과 출력이 늘어난 5.2리터 V10 엔진에 연료 직분사 장치가 구비되어 있었다. 엔진의 크랭크 핀은 더 이상 박살나지 않았고, 빠지지도 않았다. 하지만 람보르기니는 딱딱한 크랭크 축을 사용했기 때문에 기존의 모델들보다 주행 중 떨리는 현상만 사라졌을 뿐이라고 말했다.
6단 E-기어 반자동 변속기와 6단 수동 변속기 둘 중 하나를 선택할 수 있었다. E-기어를 선택하면 자동차의 실내 중앙에 회전 선택 장치가 생겼고, 기어비는 기존의 가야르도처럼 롱-기어로 바뀌었다. 롱-기어로 바뀌었어도, 패들 시프트를 사용하기 때문에 가속 성능은 40%나 높아졌다. E-기어는 "코르사"(스포츠 모드), "쓰러스트" 모드가 구비되어 있었고, 가야르도 SE에서 보여줬던 "발사" 장치도 있었다. 2008년에 생산된 가야르도 쿠페와 비교했을 때 약 20 kg 정도가 가벼워졌다. 무르시엘라고에서 영향을 받은 새로운 범퍼가 가장 큰 특징이었고, 외관의 전조등이나 후미등은 레벤톤에게서 영향을 받았다.
가야르도 LP560-4의 시작 판매가는 201,000 달러였지만 E-기어, 카본 세라믹 브레이크, 내비게이션과 여러 가지 옵션을 선택할 경우 최고 222,000 달러로 늘어났다. 애드 퍼스넘 프로그램을 통해 선택할 수 있는 옵션이 더 있다. 영국의 희망 소비자 가격은 147,330.00 파운드 (약 235,730 달러)이다. 트랙 로그(주행 궤적) 시스템이 이식된 내비게이션과 기타 여러 가지의 옵션이 제공됐다.
영국의 TV 프로그램 탑기어의 에피소드 중 하나로, 가야르도 LP560-4는 탑기어 트랙에서 랩 타임 1분 19.5초를 기록했다. LP560-4보다 느린 랩 타임을 기록한 자동차로는 페라리 F430과 닛산 R35 GT-R, 그리고 람보르기니 무르시엘라고 LP640 등이 있다.
차대번호 1번의 람보르기니 가야르도 LP560-4는 한 자동차 잡지의 기자에게 지급됐다. 미국에서 처음으로 판매된 가야르도 LP560-4는, 트루 릴리전(True Religion) 청바지 회사의 공동 설립 및 공동 제작자 킴벌리 골드(Kymberly Gold)와 음악 프로듀서 빅터 뉴맨(Victor Newman)이 MS가 주최한 제16회 자동차 경주 대회의 자선 경매에서 270,000달러에 구매한 것이다.

### 2008 ~, LP560-4 스파이더

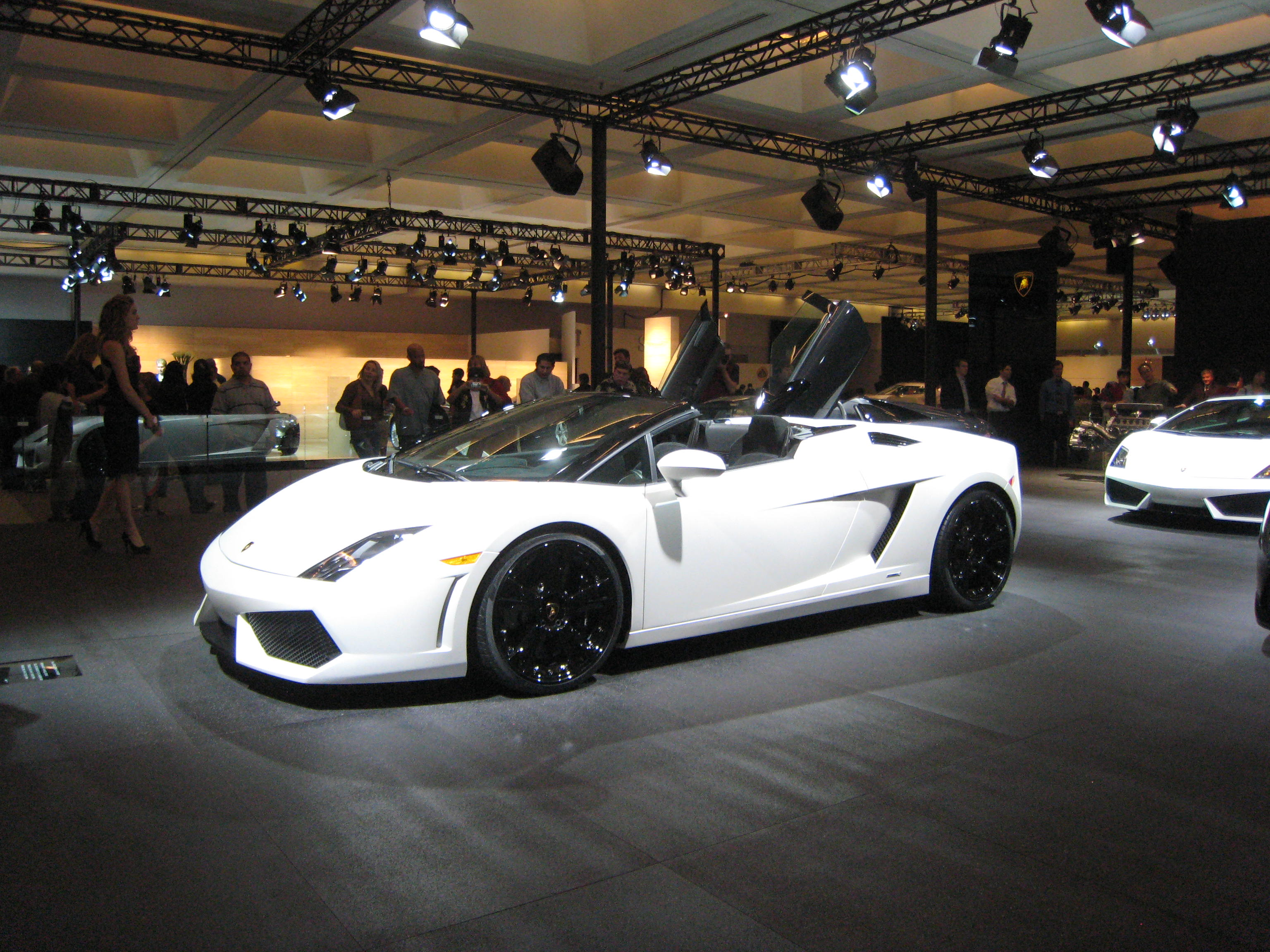
람보르기니 LP560-4 스파이더

2008년, LA 오토쇼에서 람보르기니 가야르도 LP560-4 스파이더가 공개됐다. LP560-4 스파이더는 LP560-4 쿠페의 드롭-탑 자동차로서, 안전을 위해 최고 속도가 낮아지고 소프트 탑이 장착된 것 외에 달라진 점이 없다. LP560-4 스파이더의 최고 속도는 약 321 km/h (200 mph)이다.

### 2009, LP560-4 슈퍼 트로피오
람보르기니 LP560-4 슈퍼 트로피오(이탈리아 표기:Super Trofeo, 영어 표기:Super Trophy)는 '원 메이크 레이싱 시리즈'에서 명성을 떨친 람보르기니 블랑팡 슈퍼 트로피오를 바탕으로 만들어진 경주용 자동차이다. 2009년 5월부터 경기에 출전하기 시작했다. LP560-4를 기반으로 한 경주용 자동차인데, 엔진은 LP560-4의 V10 엔진보다 훨씬 강한 570 PS (419 kW, 562 마력)의 출력을 뽑아낸다. 압축비는 12.5:1로 높은 편이며, 가변 밸브 타이밍을 사용하고 있다. 건조 중량이 1,300 킬로그램에 불과하고 E-기어 반자동 변속기가 기본으로 장착되어 있다.
슈퍼 트로피오는 부품 패키지 옵션과 세금을 포함해 200,000 파운드 (284,300 달러)이며, 람보르기니 대리점을 통해 구매할 수 있다. 애프터 서비스에 필요한 부품 역시 함께 제공한다. 총 30대가 만들어졌고, 현재는 모두 다 판매됐다.
이탈리아 발레룽가(Vallelunga) 국제 서킷에서 조르지오 사나(Giorgio Sanna)가 운전한 LP560-4 슈퍼 트로피오가 최고 랩타임을 기록했다.

### 2009, LP550-2 발렌티노 발보니
람보르기니 LP550-2 발렌티노 발보니는 람보르기니의 테스트 드라이버 발렌티노 발보니에게 헌정하는 자동차이다. 엔진은 550 PS (405 kW, 542 마력)의 출력이며, 건조 중량은 1,380 kg이다. 가야르도의 모든 차종들 가운데 유일하게 후륜구동이다. 원래 있던 AWD 시스템은 전부 다 삭제됐다.
코르사 ESP 표준 모델로서, 다른 표준 모델들처럼 엄청난 드리프트 각도를 제공한다. 옵션으로 제공되는 E-기어 반자동 변속기에 맞도록 계기판의 지침이 수정됐고, 차동장치의 미끄러짐을 45% 미만으로 제한했다. 모든 LP550-2는 왼쪽 창문에 발렌티노 발보니의 사인(signature)과 차대번호가 적혀져 있고, 흰색의 줄무늬가 외관과 실내 중심부를 가로지르고 있다. 실내는, 흰색의 줄무늬를 중심으로 하여 양쪽에 검은색으로 만들어진 가죽이 덮혀져 있다. LP550-2 발렌티노 발보니의 최고 속도는 320 km/h (199 mph)이며, 0-100 km/h 가속은 3.9초이다.
람보르기니의 테스트 드라이버 발렌티노 발보니의 이름을 달고 있는 자동차로, 희망 소비자 가격은 162,000 유로 (유럽), 137,900 파운드 (영국), 219,800 달러 (미국)이며, 250대 한정판으로 판매된다.
탑기어가 선정한 '2009년 올해의 자동차'로서, 리차드 헤이몬드는 "우리는 야만적인 배기음과 후륜구동에 최적화된 V10 엔진, 그리고 줄무늬에 큰 감동을 받았다. 이, 이 줄무늬!"라고 말했다.

### 2010, LP570-4 슈퍼레제라
2010년 3월, 람보르기니는 LP560-4를 바탕으로 안팎으로 탄소 섬유를 무진장 많이 사용해 약 1339 kg에 불과한 무게와 더불어 힘도 높아진 람보르기니 가야르도 LP570-4 슈퍼레제라를 출시했다. 람보르기니의 모든 차종들 가운데 LP570-4는 탄소 섬유를 가장 많이 사용한 공공도로용 자동차이다. 570마력의 최고출력의 힘을 뽑아내는 5.2리터 V10 엔진이 탑재됐고, 0 - 100 km/h 가속 성능은 3.4초이며, 최고 속도는 325 km/h (202 mph)이다. 2010년부터 생산을 시작해 2011년까지, 딱 1년 동안 무려 670여대나 제작한다.

### 2013, LP570-4 스콰드라 코르쉐
2013년 프랑크푸르트 모터쇼에서 공개되었으며, 50대만 생산된 공도용 차량이다. 대한민국에도 1대가 있었으나, 수리 완료중 엔진에서 불이 나서 결국 전소되었다. 현재는 SC모터쇼 옥상에서 소장하고 있다.

## 경찰차

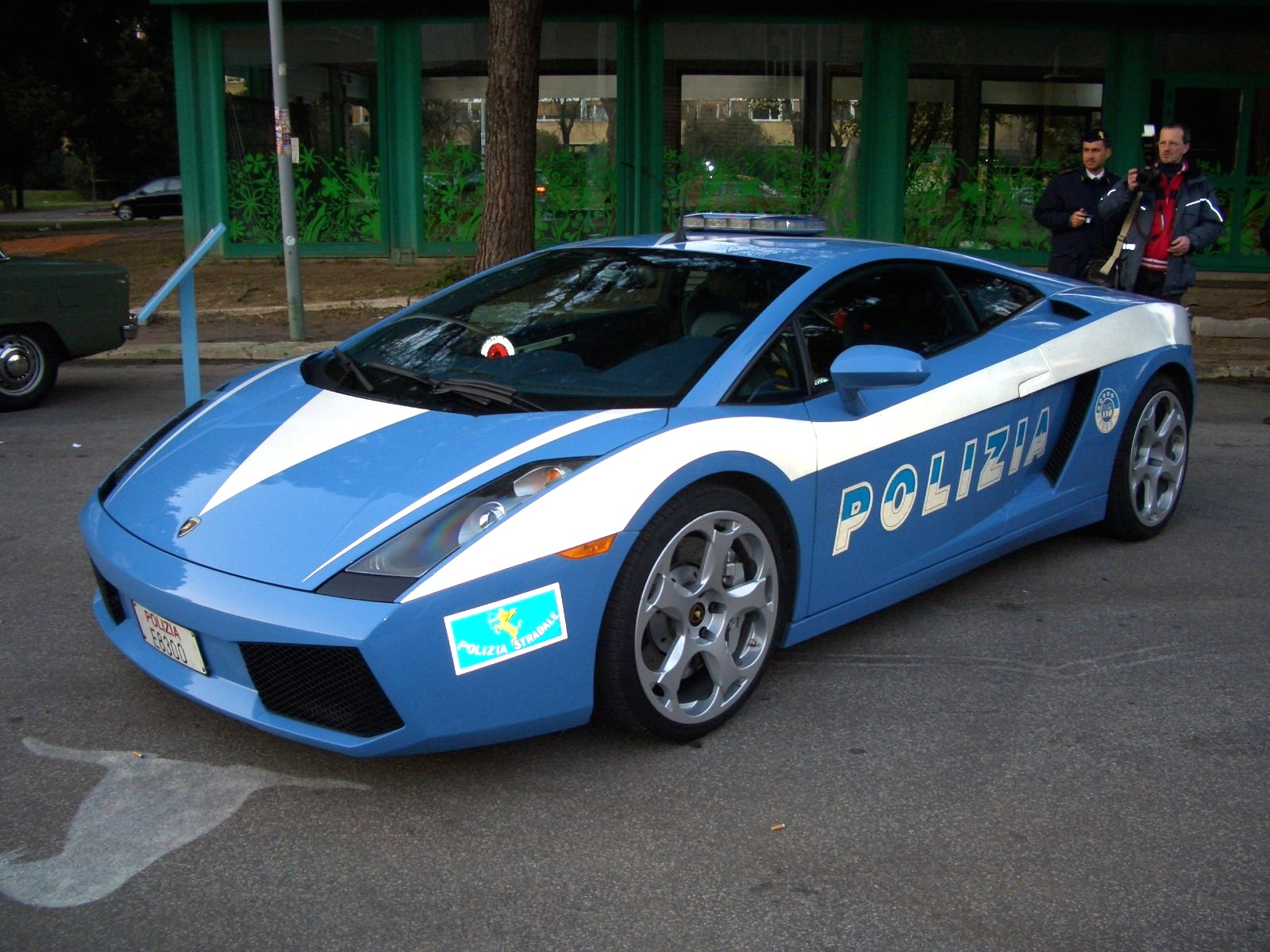
이탈리아 국립 경찰의 가야르도

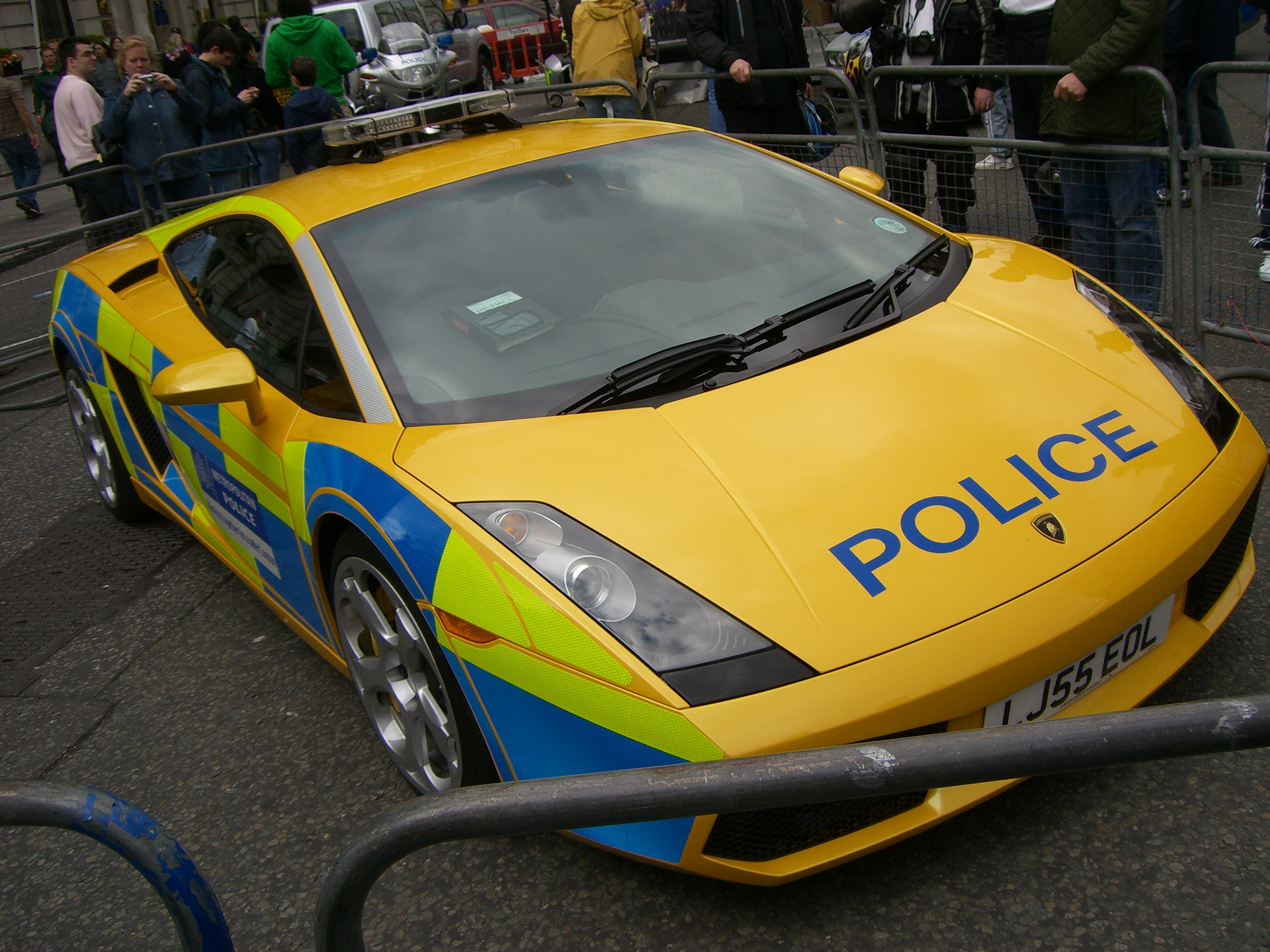
영국 경찰의 가야르도

2004년 12월, 람보르기니는 이탈리아 경찰의 창단 152주년을 기념하기 위해 이탈리아 국립 경찰에게 경찰차로 개조된 가야르도 두 대를 기부했다. 경찰차로 개조된 가야르도 중 한 대는 람보르기니를 통해 직접 기부된 것이고, 다른 한 대는 독립한 자회를 통해 기부된 것이다. 2008년 10월에는 가야르도 LP560-4를 경찰차로 개조하여 행사용으로 기부했다. 2009년 11월, 취직 설명회 전시를 위해 이탈리아 북부 크레모나 시로 향하던 중 가야르도 경찰차는 사고가 발생해서 사라졌다.
영국 경찰은 노란색 가야르도를 2005년과 2006년에 한 대씩 구매해서 경찰차로 개조했다. 원래는 언론 홍보 및 행사용으로 사용하려고 구매했는데, 2006년에 수입해서 개조했던 가야르도 경찰차는 2006 검볼 렐리 대회에서 안전 차량을 담당했다. 이후 몇 차례 더 "임시" 경찰차로 잠깐 사용했다가 다시 행사용으로 바뀌었다.

## 평가
람보르기니의 AWD는 매우 뛰어나다고 평가받는다. .
그리고 람보르기니는 많은 고객들의 다양한 요구를 수렴하여 후륜구동차량인 발렌티노 발보니 차량을 개발하였고 E-gear인 반자동 변속기와 수동변속기를 고객의 입맛에 맞춰서 내놓았다2011년 5월 7일 노르웨이 오슬로에서 람보르기니 가야르도에 엔진과열로 인한 화재가 발생하여 제품을 리콜하였다. 대상 차량은 2004~2006년 형 가야드로 모델 1491대이다.

### 수상
- 탑기어 선정 '2006년 올해의 드림카' : 가야르도 스파이더[39]
- 탑기어 선정 '2009년 올해의 드림카' : LP550-2 발렌티노 발보니
- 독일 아우터 빌드 잡지 '2009년 올해의 자동차' : 가야르도 LP560-4 스파이더[40]

## 성능

### 엔진
| 이름                    | 엔진         | 배기량   | 출력                               | 토크                  | 비고                    |
| ----------------------- | ------------ | -------- | ---------------------------------- | --------------------- | ----------------------- |
| 가야르도 쿠페           | 5.0 리터 V10 | 4,961 cc | 500 PS (368 kW, 493 hp)@ 7,800 RPM | 509.8 N·M @ 4,500 RPM | 03 - 05 생산, 1세대     |
| 가야르도 쿠페           | 5.0 리터 V10 | 4,961 cc | 520 PS (382 kW, 513 hp)@ 8,000 RPM | 509.8 N·M @ 4,250 RPM | 06 - 08 생산, 2세대     |
| 가야르도 스파이더       | 5.0 리터 V10 | 4,961 cc | 520 PS (382 kW, 513 hp)@ 8,000 RPM | 509.8 N·M @ 4,250 RPM | 06 - 08 생산            |
| 가야르도 SE             | 5.0 리터 V10 | 4,961 cc | 520 PS (382 kW, 513 hp)@ 8,000 RPM | 509.8 N·M @ 4,500 RPM | 2005년 한정판           |
| 가야르도 네라           | 5.0 리터 V10 | 4,961 cc | 520 PS (382 kW, 513 hp)@ 8,000 RPM | 509.8 N·M @ 4,250 RPM | 2006년 한정판           |
| 가야르도 슈퍼레제라     | 5.0 리터 V10 | 4,961 cc | 530 PS (390 kW, 523 hp)@ 8,000 RPM | 509.8 N·M @ 4,250 RPM | 2007~2008년 한정판      |
| LP560-4 쿠페            | 5.2 리터 V10 | 5,204 cc | 560 PS (412 kW, 552 hp)@ 8,000 RPM | 539 N·M @ 6,500 RPM   | 2008년~현재, 생산 중    |
| LP560-4 스파이더        | 5.2 리터 V10 | 5,204 cc | 560 PS (412 kW, 552 hp)@ 8,000 RPM | 위와 동일             | 2008년~현재, 생산 중    |
| LP550-2 발렌티노 발보니 | 5.2 리터 V10 | 5,204 cc | 550 PS (405 kW, 542 hp)@ 8,000 RPM | 위와 동일             | 2009년 한정판, 후륜구동 |
| LP570-4 슈퍼레제라      | 5.2 리터 V10 | 5,204 cc | 570 PS (419 kW, 562 hp)@ 8,000 RPM | 위와 동일             | 2010년 한정판           |

### 주행 성능
| 이름                    | 100 km 가속 | 100 mph 가속 | 200 km 가속 | 300 km 가속 | 400미터 드래그(쿼터마일) | 최고 속도 |
| ----------------------- | ----------- | ------------ | ----------- | ----------- | ------------------------ | --------- |
| 가야르도 쿠페(1세대)    | 4.2초       | 9.0초        | 14.0초      | --          | 12.4초 / 118 mph         | 309 km/h  |
| 가야르도 쿠페(2세대)    | 4.0초       | --           | 13.6초      | --          | 12.1초 / 120 mph         | 314 km/h  |
| 가야르도 스파이더       | 4.3초       | 9.0초        | 14.3초      | --          | --                       | 314 km/h  |
| 가야르도 SE             | 4.0초       | 8.9초        | 13.6초      | --          | 12.1초 / 120 mph         | 314 km/h  |
| 가야르도 네라           | 4.1초       | 9.0초        | 13.6초      | --          | 12.2초                   | 309 km/h  |
| 가야르도 슈퍼레제라     | 3.8초       | 8.1초        | 12.4초      | 49.9초      | 11.7초 / 123 mph         | 315 km/h  |
| LP560-4 쿠페            | 3.8초       | 6.9초        | 11.8초      | 34.3초      | 11.2초                   | 325 km/h  |
| LP560-4 스파이더        | 4.0초       | 7.8초        | 13.1초      | --          | --                       | 323 km/h  |
| LP550-2 발렌티노 발보니 | 3.9초       | 7.5초        | 11.9초      | --          | 11.5초                   | 320 km/h  |
| LP570-4 슈퍼레제라      | 3.4초       | --           | 10.2초      | --          | --                       | 330 km/h  |

## 생산/판매량

### 판매량
| 연도  | 판매량 |
| ----- | ------ |
| 2003  |        |
| 2004  |        |
| 2005  |        |
| 2006  | 1651   |
| 2007  | 1951   |
| 2008  | 1787   |
| 2009  | 922    |
| 2010  | ?      |
| Total | ?      |

### 생산량
| 모델                            | 생산량                  |
| ------------------------------- | ----------------------- |
| 가야르도 쿠페(1,2세대 합쳐서)   | --                      |
| 가야르도 스파이더               | --                      |
| 가야르도 LP560-4 쿠페           | --                      |
| 가야르도 LP560-4 스파이더       | --, 2011년 단종         |
| 가야르도 SE(한정판)             | 250대, 차대번호 xxx/250 |
| 가야르도 네라(한정판)           | 185대                   |
| 가야르도 슈퍼레제라(한정판)     | 172대                   |
| LP560-4 슈퍼 트로페오(한정판)   | 30대                    |
| LP550-2 발렌티노 발보니(한정판) | 250대                   |
| LP570-4 슈퍼레제라(한정판)      | 670대                   |

## 레이싱
단 파스토리니(Dan Pastorini)와 칩 헤르(Chip Herr)가 탄 두 대의 가야르도가 스피드 월드 챌린지의 DP7 레이싱에 참여했다. 스위스의 시계 브랜드인 블랑팡(Blancpain)에 스폰서를 받은 '람보르기니 블랑팡 슈퍼 트로피오'가 원 메이크 레이싱 시리즈에 열여덟 번이나 출전했으나 별 다른 성적은 올리지 못했다.